# Pavonia stellata
Pavonia stellata är en malvaväxtart som först beskrevs av Spreng., och fick sitt nu gällande namn av Spreng.. Pavonia stellata ingår i släktet påfågelsmalvor, och familjen malvaväxter. Inga underarter finns listade i Catalogue of Life.